# Philoliche bubsequa
Philoliche bubsequa är en tvåvingeart som först beskrevs av Austen 1910.  Philoliche bubsequa ingår i släktet Philoliche och familjen bromsar. Inga underarter finns listade i Catalogue of Life.